# À travers Lausanne
À travers Lausanne est une ancienne course cycliste professionnelle suisse. Il s'agissait d'une course de côte disputée à Lausanne. À partir de 1968, elle est constituée de deux étapes : un contre-la-montre et une étape en ligne.

## Histoire
La course est lancée en 1940 en pleine Seconde Guerre mondiale pour relancer l'activité sportive et apporter un peu de divertissement en Suisse. La première édition a lieu le 13 octobre 1940, sous la forme d'une course de côte de 4,5 kilomètres tracée entre le bas de la cité olympique jusqu'au sommet du Signal de Sauvabelin de Lausanne. Ferdi Kübler remporte cette première édition où seulement dix coureurs sont au départ. Il s’impose à nouveau en 1941, 1942 et 1945.
La course est annulée après l'édition 1949. En 1967, pour le cinquantenaire de la Pédale Lausannoise, elle fait son retour au calendrier avec la victoire de Raymond Poulidor, devant Eddy Merckx et Julio Jiménez devant 50 000 spectateurs. En 1968, elle change de format et prend modèle sur l'Escalade de Montjuïc disputée en Espagne. Elle se dispute sous la forme de deux courses : une course en côte et l'autre en contre-la-montre. Les deux épreuves sont dominées par Merckx qui s'impose également en 1970, 1972 et 1973. Joop Zoetemelk fait encore mieux avec cinq victoires consécutives de 1975 à 1979. La course est une nouvelle fois abandonnée après l'édition 1980.
Elle revient en 1996 avec la victoire (dans les deux épreuves) du local Tony Rominger. En 1998, Marco Pantani s'impose lors de l'année de son doublé Giro-Tour. Sa dernière édition a lieu en 2001, sous un format de deux contre-la-montre, remportés par Cadel Evans, futur vainqueur du Tour de France 2011.

## Palmarès
| Année     | Vainqueur           | Deuxième               | Troisième               |
| --------- | ------------------- | ---------------------- | ----------------------- |
| 1940      | Ferdi Kübler        | Émile Vaucher          | Robert Lang             |
| 1941      | Ferdi Kübler        | Ernest Kuhn            | Hans Knecht             |
| 1942      | Ferdi Kübler        | Kurt Zaugg             | Alfred Vock             |
| 1943      | Hans Knecht         | Alfred Vock            | Ernest Kuhn             |
| 1944      | Louis Garzoli       | Gottfried Weilenmann   | Alberto Boffa           |
| 1945      | Ferdi Kübler        | Gottfried Weilenmann   | Fermo Camellini         |
| 1946      | Fermo Camellini     | Paul Giacomini         | Jean de Gribaldy        |
| 1947      | Fausto Coppi        | Fermo Camellini        | Fritz Schaer            |
| 1948      | Jean Robic          | Paul Giacomini         | Jean de Gribaldy        |
| 1949      | Fritz Schaer        | Jean de Gribaldy       | Lucien Lazaridès        |
| 1950-1966 | non disputé         | non disputé            | non disputé             |
| 1967      | Raymond Poulidor    | Eddy Merckx            | Julio Jiménez           |
| 1968      | Eddy Merckx         | Felice Gimondi         | Raymond Poulidor        |
| 1969      | Herman Van Springel | Martin Van Den Bossche | Franco Bitossi          |
| 1970      | Eddy Merckx         | Raymond Poulidor       | Gianni Motta            |
| 1971      | Luis Ocaña          | Eddy Merckx            | Joaquim Agostinho       |
| 1972      | Eddy Merckx         | Bernard Thévenet       | Joop Zoetemelk          |
| 1973      | Eddy Merckx         | Felice Gimondi         | Raymond Poulidor        |
| 1974      | Giuseppe Perletto   | Felice Gimondi         | Wladimiro Panizza       |
| 1975      | Joop Zoetemelk      | Eddy Merckx            | Giuseppe Perletto       |
| 1976      | Joop Zoetemelk      | Bernard Thévenet       | Willi Lienhard          |
| 1977      | Joop Zoetemelk      | Johan De Muynck        | Bernard Thévenet        |
| 1978      | Joop Zoetemelk      | Bernard Hinault        | Giuseppe Perletto       |
| 1979      | Joop Zoetemelk      | Gottfried Schmutz      | Bernard Hinault         |
| 1980      | Gottfried Schmutz   | Stefan Mutter          | Gilbert Duclos-Lassalle |
| 1981-1995 | non disputé         | non disputé            | non disputé             |
| 1996      | Tony Rominger       | Oscar Camenzind        | Laurent Dufaux          |
| 1997      | Laurent Dufaux      | Marco Pantani          | Beat Zberg              |
| 1998      | Marco Pantani       | Bobby Julich           | Pascal Richard          |
| 1999      | Alex Zülle          | Laurent Dufaux         | Stefano Garzelli        |
| 2000      | Daniel Schnider     | Oscar Camenzind        | Laurent Dufaux          |
| 2001      | Cadel Evans         | José Luis Rubiera      | Laurent Dufaux          |